# 世界燃油规范
世界燃油規範，汽車行業共同議定的燃油標準。1998年6月3-5日在比利时布鲁塞尔举行的第三届世界燃料会议上，欧洲汽车制造商协会（ACEA）、汽车制造商联盟（Alliance）、日本汽车制造商协会（JAMA）和（美国）发动机制造商协会（AAMA）代表全球汽车行业联合发表了“世界燃油规范”，提出了世界范围的汽、柴油标准。燃油规范的第一版于1998年出版，2000年4月又出了新一版的燃油规范。
第一版的燃油规范把燃油分成三个等级，第二版把燃油分为四个等级，增加了一个体现未来发展的IV类油。
1. 一类油主要用于对汽车排放不控制或要求很低的市场
2. 二类油主要用于对排放有严格控制要求的市场
3. 三类油主要用于对排放有超前控制要求的市场
4. 四类油主要用于对排放有更超前控制要求的市场（如美国加州）

虽然“世界燃料规范”对燃油的规定苛刻，且未能充分与全球石化行业协商就单方面推出，但其影响不可低估，许多国家包括中国制定新燃油标准时都参考其内容。目前欧美国家的燃油标准大体相当于II档水平，2004年要求达到III档水平。